# Società Sportiva Pro Italia 1921-1922
Questa pagina raccoglie i dati riguardanti la Società Sportiva Pro Italia nelle competizioni ufficiali della stagione 1921-1922.

## Rosa
| N. |                   | Ruolo | Calciatore      |
| -- | ----------------- | ----- | --------------- |
|    | Italia (bandiera) |       | Ascanelli III   |
|    | Italia (bandiera) |       | Pagliano        |
|    | Italia (bandiera) | C     | Morello         |
|    | Italia (bandiera) |       | De Pasquale I   |
|    | Italia (bandiera) |       | De Pasquale II  |
|    | Italia (bandiera) |       | Friuli I        |
|    | Italia (bandiera) | A     | Luigi Palmisano |
|    | Italia (bandiera) |       | Russo           |

| N. |                   | Ruolo | Calciatore      |
| -- | ----------------- | ----- | --------------- |
|    | Italia (bandiera) |       | De Pasquale III |
|    | Italia (bandiera) |       | Bondanese       |
|    | Italia (bandiera) | P     | Ciaccio         |
|    | Italia (bandiera) |       | Ferraris        |
|    | Italia (bandiera) |       | Talamo          |
|    | Italia (bandiera) |       | Vannucci        |
|    | Italia (bandiera) |       | Morando         |